# Aluminiumtitanat
Aluminiumtitanat (oder Tialit, Kurzform ATI) ist eine oxidische Verbindung von Aluminium und Titan aus der Gruppe der Titanate, die aufgrund ihrer besonderen thermischen Eigenschaften, insbesondere der niedrigen thermischen Dehnung, für die Keramikindustrie von Bedeutung ist.

## Gewinnung und Darstellung
Aluminiumtitanat kann auf verschiedene Weise hergestellt werden, zum Beispiel:
- Herstellung einer stöchiometrischen Mischung aus feinkörnigem Korund und Rutil zum Beispiel in einer Presstablette und Sinterung[4]
- Lösung von Titanylsulfat (TiOSO4) und Aluminiumsulfat (Al2(SO4)3) in destilliertem Wasser, Trocknung zu einem Pulver und anschließende Sinterung.[5]

Durch Zugabe verschiedener Additive (zum Beispiel MgO) kann Aluminiumtitanat stabilisiert werden, das heißt, der Zerfall in Korund und Rutil im Temperaturbereich (900–1280) °C wird vermieden.

## Eigenschaften

### Physikalische Eigenschaften
Aluminiumtitanat besitzt eine Pseudobrookit-Struktur mit orthorhombisch basisflächenzentrierter Elementarzelle. Die Raumgruppe ist Cmcm (Nr. 63).
Entlang der kristallographischen Achsen besteht eine deutliche Anisotropie in der thermischen Dehnung, die mittlere thermische Dehnung ist sehr niedrig (etwa 5·10−6K−1 bei 1000 °C bzw. laut anderer Quelle 0,8·10−6K−1, jedoch ohne Angabe der Temperatur). Der thermische Ausdehnungskoeffizient entlang der c-Achse ist negativ.
Die Wärmeleitfähigkeit beträgt etwa 2 W/(m K) für aluminiumtitanatbasierte Keramiken.

### Chemische Eigenschaften
Unstabilisiertes Aluminiumtitanat zerfällt bei höheren Temperaturen in Korund und Rutil. Bei Anwesenheit von Silika kann Aluminiumtitanat zu Mullit, Korund und Rutil reagieren.

## Verwendung
Aufgrund seiner guten Thermoschockbeständigkeit sowie der niedrigen Wärmeleitfähigkeit findet Aluminiumtitanat Verwendung in der Feuerfestindustrie.
Durch die starke Anisotropie in der thermischen Dehnung entstehen Mikrorisse im Gefüge tialitbasierter Keramiken, die die Temperaturwechselbeständigkeit weiter erhöhen können.